# Ровелласка
Ровелласка (італ. Rovellasca) — муніципалітет в Італії, у регіоні Ломбардія, провінція Комо.
Ровелласка розташована на відстані близько 510 км на північний захід від Рима, 26 км на північний захід від Мілана, 17 км на південь від Комо.
Населення — 7797 осіб (2014).
Щорічний фестиваль відбувається 29 червня. Покровитель — Santi Pietro e Paolo.

## Демографія
Населення за роками:

Станом на 1 січня 2023 року в муніципалітеті офіційно проживало 590 іноземців з 52 країн, серед них 124 громадяни країн Євросоюзу та 41 громадянин України.

## Уродженці
- Джованні Батіста Грассі — відомий італійський паразитолог, зоолог, ентомолог.
- Луїджі Мольтразіо (*1928 — †1990) — італійський футболіст, півзахисник.

## Сусідні муніципалітети
- Бреньяно
- Лаццате
- Ломаццо
- Мізінто
- Ровелло-Порро